# Kazimierz Deyna
 Kazimierz Deyna (), né le 23 octobre 1947 à Starogard Gdański et mort le 1er septembre 1989 à San Diego aux États-Unis, est un footballeur polonais. Il occupe le poste de milieu offensif avec la sélection polonaise et les différents clubs qu'il a côtoyés, dont le Legia Varsovie où le numéro dix qu'il portait a été retiré à sa mort.
Il remporte avec le Legia deux championnats de Pologne en 1969 et 1970 ainsi qu'une Coupe de Pologne en 1973. Avec la sélection polonaise, il est médaillé d'or aux Jeux olympiques de Munich en 1972 et médaillé d'argent à Montréal en 1976. Il termine également troisième de la Coupe du monde en 1974 (cette année-là, il se classe également troisième au Ballon d'or).
En 1994, Kazimierz Deyna est désigné meilleur footballeur polonais de tous les temps.

## Biographie

### Formation et débuts

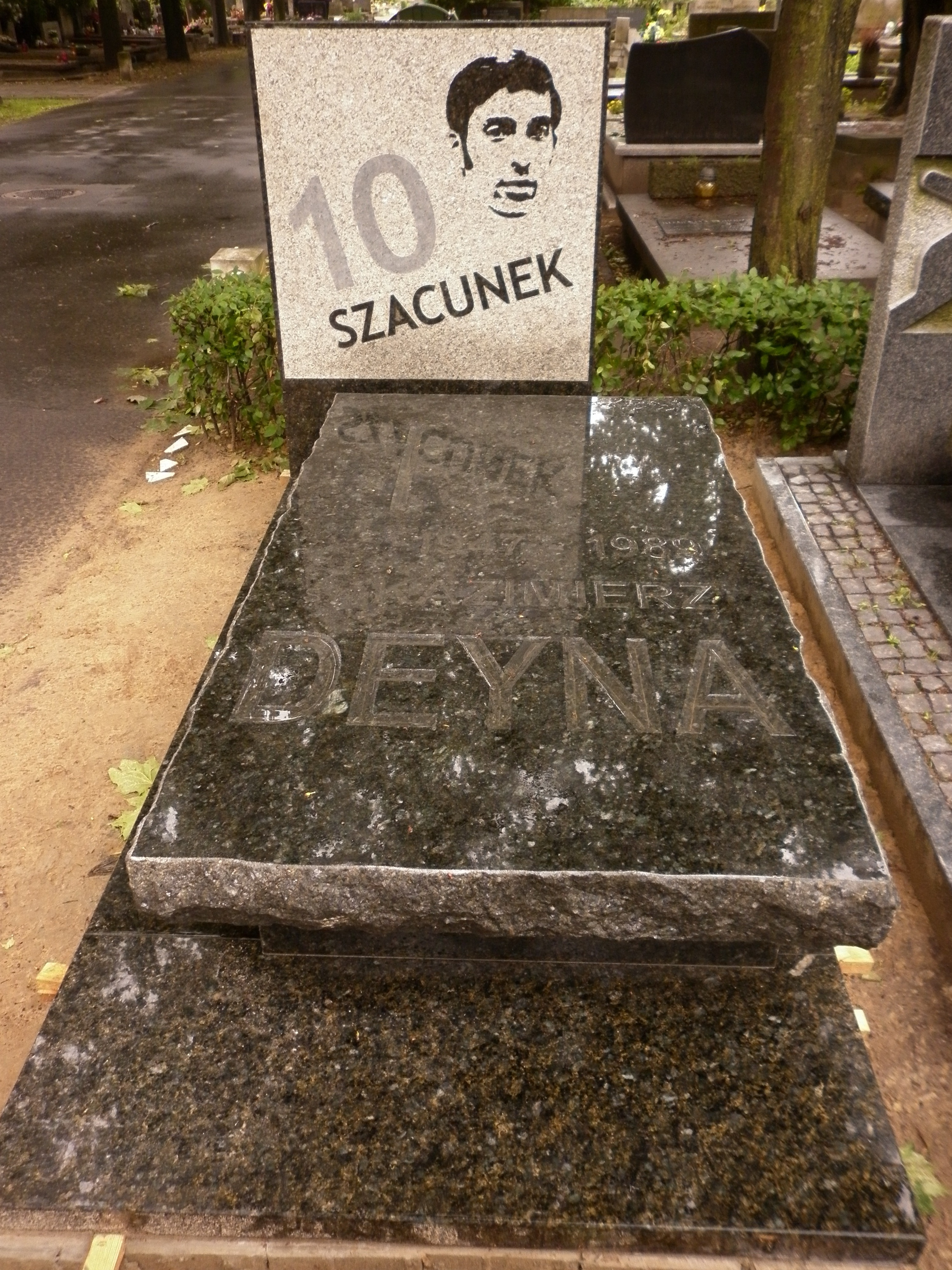
La tombe de Kazimierz Deyna au cimetière militaire de Varsovie

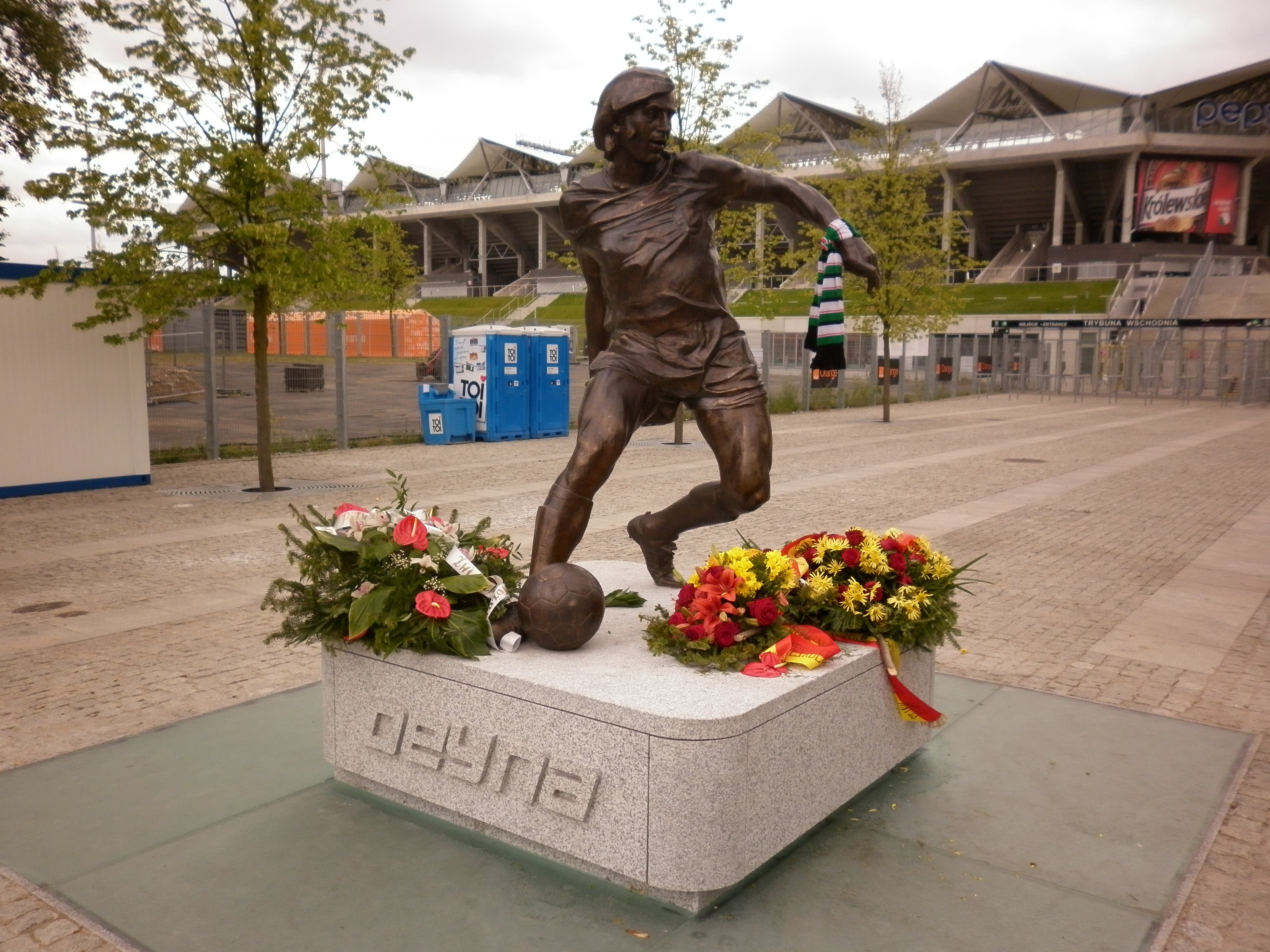
Kazimierz Deyna Monument dans la rue Łazienkowska

Kazimierz Deyna est le fils de Franciszek (1911-1976), employé dans une laiterie, et de Jadwiga (1917-1981), femme au foyer. Il a six sœurs et deux frères, Henryk et Franciszek, qui sont aussi des footballeurs. Henryk joue pour Włókniarz Starogard Gdański, et Franciszek est un joueur du Starogardzki KS.
Il commence le football en 1958 au sein du club local du Włókniarz Starogard Gdański. Il est appelé le 10 octobre 1965 en équipe de Pologne juniors et rencontre la Tchécoslovaquie (0-0). Repéré par le ŁKS Łódź, il commence sa carrière professionnelle le 8 octobre 1966 contre le Górnik Zabrze. Mais son passage à Łódź ne dure pas. En effet, repérant le talent du jeune meneur de jeu polonais, l'armée s'intéresse à Deyna.

### Au Legia Varsovie
Kazimierz Deyna est ainsi enrôlé très rapidement par l'armée, et atterrit au Legia Varsovie, club composé majoritairement de militaires. Le 20 novembre 1966, il dispute son premier match sous les couleurs de la capitale face au Ruch Chorzów (match nul 0-0). Pour sa première saison avec le Legia, le jeune Deyna joue à douze reprises en championnat, et prend part au huitième de finale de coupe perdu contre le Wisła Cracovie (défaite 3-1), match au cours duquel il inscrit le seul but de son équipe à la 81e minute de jeu. Arrivé à la mi-saison, Deyna se distingue en étant le meilleur buteur du club avec sept unités au total, à égalité avec Robert Gadocha et l'illustre Lucjan Brychczy, meilleur buteur de Pologne à de multiples reprises. Le 8 novembre 1967, Kazimierz est sélectionné en équipe de Pologne espoirs pour un match contre les Pays-Bas à Eindhoven. Le match se conclut par une victoire 3-2 des Polonais, il est l'auteur d'un des buts. 
Le 24 avril 1968, Kazimierz est appelé pour la première fois en sélection A polonaise dans un match contre la Turquie à Chorzów (victoire 8-0).
En 1969, le Legia remporte le championnat treize ans après son dernier titre, Deyna est également cette année-là finaliste de la coupe de Pologne avec son club, il s'incline face au Górnik Zabrze (2-0). À la suite de son titre, le Legia participe à la coupe des clubs champions l'année suivante. Le Legia ne s'incline qu'en demi-finales face au Feyenoord Rotterdam, futur vainqueur de l'épreuve après avoir éliminé l'UT Arad, l'AS Saint-Étienne et Galatasaray. La performance de Deyna contre le club français lui vaut le surnom de « général » donné par les journalistes sportifs français. Le club remporte de nouveau le championnat en 1970 puis termine second en 1971.
Il gagne avec sa sélection la médaille d'or du tournoi de football des Jeux olympiques de 1972 à Munich, il est aussi le meilleur buteur du tournoi olympique avec un total de neuf buts marqués. Avec le Legia, il remporte, en 1973, la coupe de Pologne après avoir été finaliste de cette compétition l'année précédente.

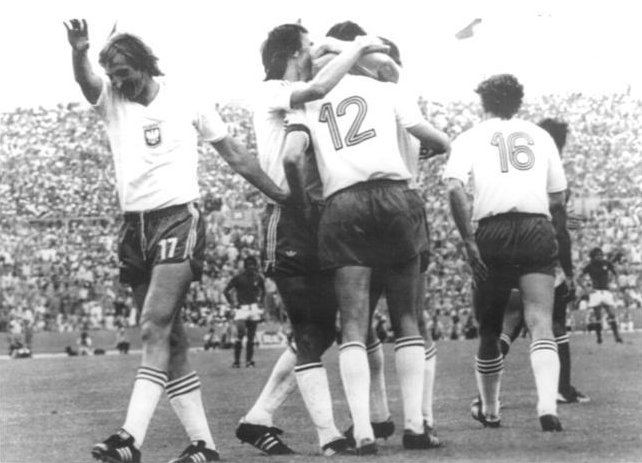
Deyna (no 12) félicité par ses coéquipiers après son but face à l'Italie, le 23 juin 1974.

Lors de la Coupe du monde de football de 1974, il termine 3e avec la Pologne en battant le Brésil lors du match pour la troisième place. Diminué par une blessure, il ne peut exploiter tout son talent. Son sélectionneur Kazimierz Górski déclare « ce qui nous a surtout fait défaut, en dehors de Lubanski, c'est une grande maturité défensive et un Deyna en pleine possession de ses moyens ». Sa vision du jeu, sa qualité de passes, son sens tactique et sa capacité à marquer dans n'importe quelle position, par exemple en réalisant des corners directs, font de lui un meneur de jeu exceptionnel. Il est ainsi nommé à deux reprises joueur de l’année par les supporters polonais et finit en 1974 à la troisième du Ballon d'or derrière Johan Cruijff et Franz Beckenbauer.
En 1976 la Pologne atteint de nouveau la finale olympique mais doit s'incliner en finale face à la RDA. 
En 1978, il est capitaine de la Pologne lors de la coupe du monde en Argentine. La Pologne est éliminée lors de la seconde phase de la compétition.
Kazimierz Deyna joue pour la Pologne à 97 reprises (85 sans les compétitions liées aux Jeux olympiques) et marque 41 buts (33 hors Jeux olympiques). Il est aussi à de nombreuses occasions le capitaine de l'équipe. Il a marqué également 141 buts en 390 matchs pour le Legia Varsovie.

### À Manchester City
À l'âge de trente ans, Deyna est transféré dans le club anglais de Manchester City pour 110 000 livres et du matériel de bureau. Il fait ses débuts dans l'équipe le 25 novembre 1978 face à Ipswich Town (défaite 2-0). Il est un des premiers joueurs non britanniques à jouer dans le championnat anglais.
Son parcours en Angleterre est marqué par une série de blessures et il quitte Manchester en janvier 1981, le nouvel entraîneur John Bond ne comptant pas sur lui. Il joue 38 matchs avec son club toutes compétitions confondues, dont 34 en première ligue, et marque 13 buts.
Malgré son court passage à Man City, il est cependant considéré comme un meneur de jeu exceptionnel et devient un joueur culte pour les fans. Ses sept buts marqués lors des huit derniers matchs de la saison 1978-1979 permettant à Manchester City d'éviter la relégation sont pour beaucoup dans cet hommage des fans.

### Dernier exil aux États-Unis

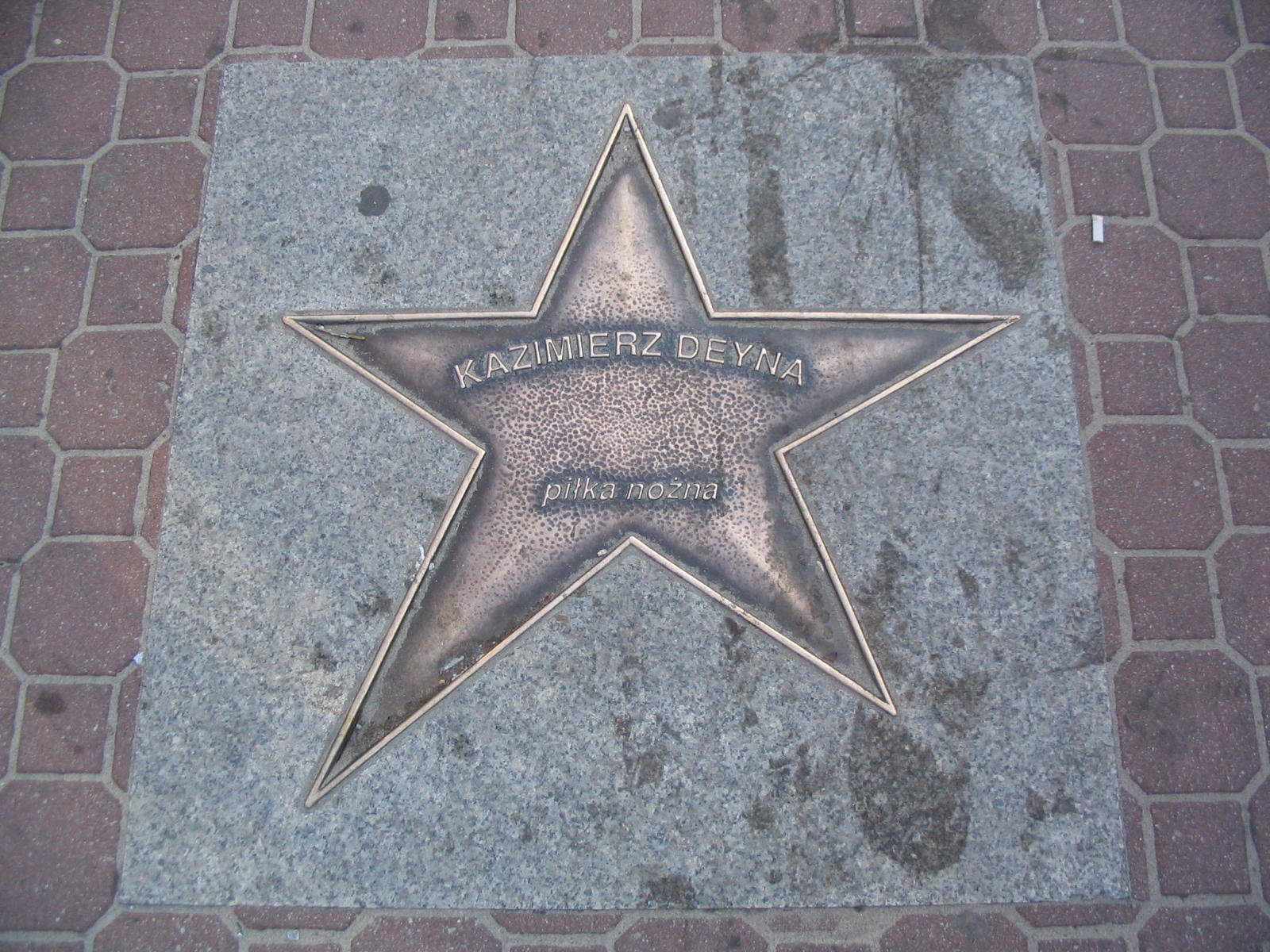
L'étoile Kazimierz Deyna sur le Walk of Fame Sport de Władysławowo.

Le 23 février 1981, il traverse l'océan Atlantique, et rejoint San Diego. Pour sa venue, les Sockers, club de la North American Soccer League, ont dû débourser trente-cinq mille dollars.
La même année, Kazimierz Deyna apparait aux côtés des acteurs Michael Caine et Sylvester Stallone et des footballeurs Pelé, Bobby Moore, Osvaldo Ardiles dans un film de John Huston mêlant histoire et football, À nous la victoire, sorti en 1981. Il y joue le rôle d'un soldat polonais prisonnier d'un camp allemand durant la Seconde Guerre mondiale.
Avec les Sockers, il joue quatre saisons outdoor en NASL et cinq indoor en MISL et remporte dans ce championnat trois titres. Il est en 1983 sélectionné dans l'équipe des All Stars de la NASL. Les Sockers mettent fin à son contrat en juin 1987.
Ruiné par son agent, il meurt, à l'âge de 41 ans, dans un accident de voiture à San Diego à la suite d'une conduite en état d'ivresse,. Il est enterré au El Camino Park Memorial de San Diego, cependant en juin 2012 l'urne contenant les cendres de Kazimierz Deyna est rapatriée en Pologne et une cérémonie publique est organisée pour son enterrement au cimetière militaire de Varsovie.
En 1994, il est choisi par la fédération de Pologne de football et les lecteurs de tous les journaux sportifs polonais comme le meilleur joueur polonais de tous les temps. En son hommage, le Legia Varsovie retire le numéro 10 des numéros pouvant être portés par les joueurs du club.

### Palmarès

#### En club

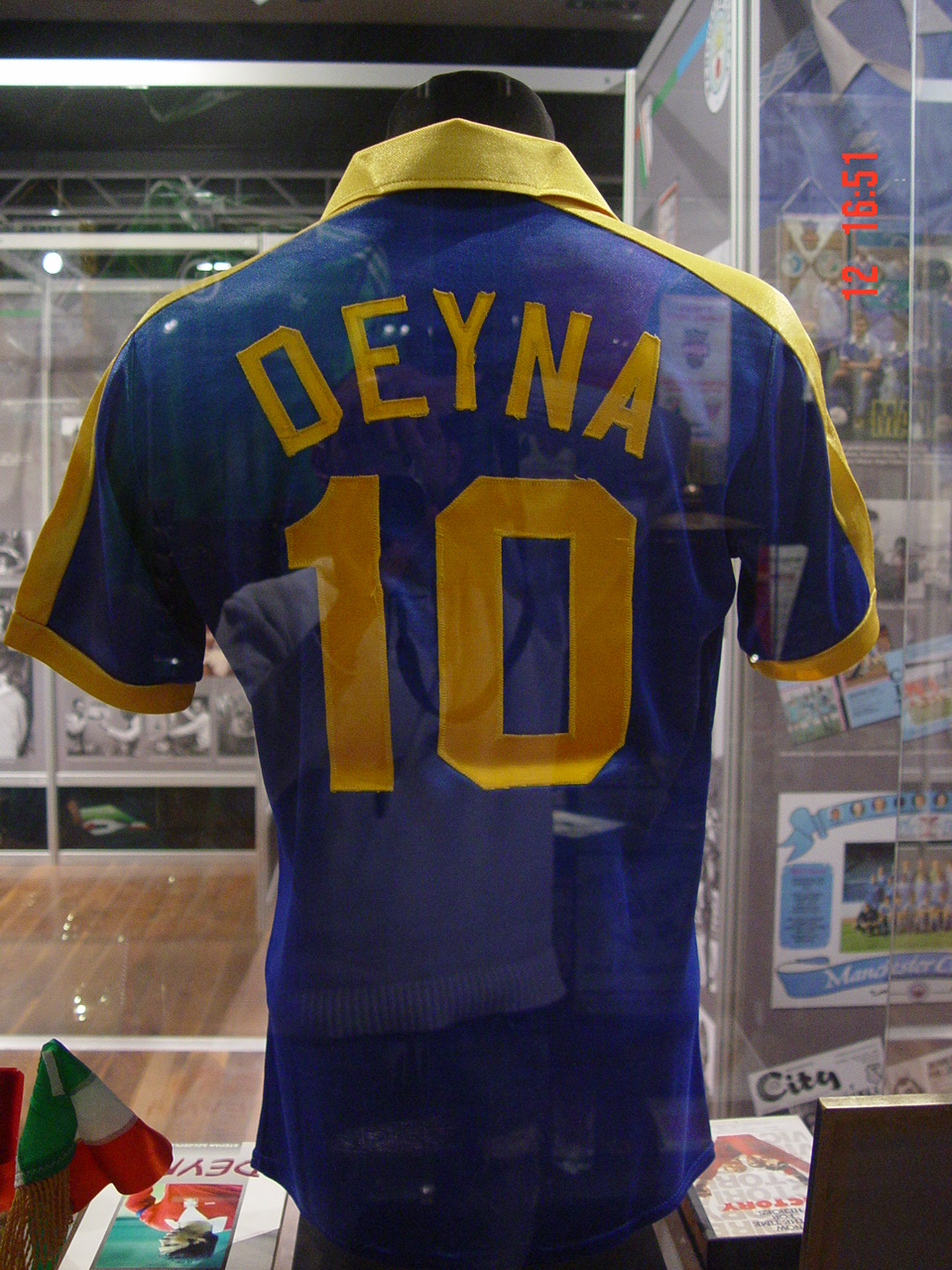
Maillot original de Deyna avec San Diego.

- Champion de Pologne en 1969 et 1970
- Vainqueur de la Coupe de Pologne en 1973
- Vice-champion de Pologne en 1971
- Finaliste de la Coupe de Pologne en 1969
- Champion de MISL en 1983, 1985 et 1986

#### En équipe de Pologne
- 85 sélections et 33 buts marqués de 1968 à 1978
- 3e de la Coupe du monde en 1974
- Champion olympique en 1972
- Vice-champion olympique en 1976
- Participation à la Coupe du monde en 1974 (demi-finaliste) et en 1978 (2e tour)

#### Distinctions personnelles
- 3e au classement du Ballon d'or en 1974
- Meilleur buteur lors des Jeux olympiques en 1972 (9 buts)
- Meilleur joueur lors des Jeux olympiques en 1972
- Élu footballeur polonais de l'année en 1973 et 1974
- Élu aux All-Stars Game de MISL en 1983
- Élu aux All-Stars Game de NASL en 1984

## Statistiques

### En club
Le tableau ci-dessous résume les statistiques en club et en match officiel de Kazimierz Deyna durant sa carrière de joueur professionnel.
| Saison                | Club                  | Championnat           | Championnat | Championnat | Coupe(s) nationale(s) | Coupe(s) nationale(s) | Compétition(s) continentale(s) | Compétition(s) continentale(s) | Compétition(s) continentale(s) | Total | Total |
| Saison                | Club                  | Division              | M.          | B.          | M.                    | B.                    | Comp.                          | M.                             | B.                             | M.    | B.    |
| 1966-1967             | ŁKS Łódź              | I Liga                | 1           | 0           | -                     | -                     | -                              | -                              | -                              | 1     | 0     |
| Sous-total            | Sous-total            | Sous-total            | 1           | 0           | -                     | -                     | -                              | -                              | -                              | 1     | 0     |
| 1966-1967             | Legia Varsovie        | I Liga                | 12          | 6           | 1                     | 1                     | -                              | -                              | -                              | 13    | 7     |
| 1967-1968             | Legia Varsovie        | I Liga                | 23          | 6           | 2                     | 0                     | CI                             | 4                              | 4                              | 29    | 10    |
| 1968-1969             | Legia Varsovie        | I Liga                | 26          | 12          | 6                     | 5                     | C3                             | 6                              | 2                              | 38    | 19    |
| 1969-1970             | Legia Varsovie        | I Liga                | 23          | 5           | 4                     | 3                     | C1                             | 8                              | 3                              | 35    | 11    |
| 1970-1971             | Legia Varsovie        | I Liga                | 23          | 3           | 4                     | 4                     | C1                             | 6                              | 1                              | 33    | 8     |
| 1971-1972             | Legia Varsovie        | I Liga                | 26          | 10          | 6                     | 8                     | C3                             | 4                              | 0                              | 36    | 18    |
| 1972-1973             | Legia Varsovie        | I Liga                | 25          | 8           | 7                     | 4                     | C2                             | 3                              | 3                              | 35    | 15    |
| 1973-1974             | Legia Varsovie        | I Liga                | 27          | 8           | 3                     | 2                     | C2                             | 5                              | 2                              | 35    | 12    |
| 1974-1975             | Legia Varsovie        | I Liga                | 26          | 5           | 0                     | 0                     | C3                             | 2                              | 0                              | 28    | 5     |
| 1975-1976             | Legia Varsovie        | I Liga                | 26          | 11          | 2                     | 1                     | -                              | -                              | -                              | 28    | 12    |
| 1976-1977             | Legia Varsovie        | I Liga                | 28          | 9           | 4                     | 0                     | CI                             | 2                              | 2                              | 34    | 11    |
| 1977-1978             | Legia Varsovie        | I Liga                | 28          | 9           | 4                     | 1                     | -                              | -                              | -                              | 32    | 10    |
| 1978-1979             | Legia Varsovie        | I Liga                | 11          | 2           | 2                     | 1                     | -                              | -                              | -                              | 13    | 3     |
| Sous-total            | Sous-total            | Sous-total            | 304         | 94          | 45                    | 30                    | -                              | 40                             | 17                             | 389   | 141   |
| 1978-1979             | Manchester City       | First Division        | 13          | 6           | 3                     | 0                     | C3                             | 1                              | 1                              | 17    | 7     |
| 1979-1980             | Manchester City       | First Division        | 22          | 6           | 0                     | 0                     | -                              | -                              | -                              | 22    | 6     |
| 1980-1981             | Manchester City       | First Division        | 3           | 0           | 0                     | 0                     | -                              | -                              | -                              | 3     | 0     |
| Sous-total            | Sous-total            | Sous-total            | 38          | 12          | 3                     | 0                     | -                              | 1                              | 1                              | 42    | 13    |
| 1981                  | San Diego Sockers     | NASL                  | 30          | 11          | -                     | -                     | -                              | -                              | -                              | 30    | 11    |
| 1982                  | San Diego Sockers     | NASL                  | 21          | 10          | -                     | -                     | -                              | -                              | -                              | 21    | 10    |
| 1983                  | San Diego Sockers     | NASL                  | 18          | 15          | -                     | -                     | -                              | -                              | -                              | 18    | 15    |
| 1984                  | San Diego Sockers     | NASL                  | 21          | 8           | -                     | -                     | -                              | -                              | -                              | 21    | 8     |
| Sous-total            | Sous-total            | Sous-total            | 90          | 44          | -                     | -                     | -                              | -                              | -                              | 90    | 44    |
| Total sur la carrière | Total sur la carrière | Total sur la carrière | 433         | 150         | 48                    | 30                    | -                              | 41                             | 18                             | 522   | 198   |

### En sélection
En vingt saisons passées dans le football professionnel, Kazimierz Deyna joue pour la Pologne à quatre-vingt-dix-sept reprises (quatre-vingt-cinq sans les compétitions liées aux Jeux olympiques) et marque quarante-et-un buts (trente-trois hors Jeux olympiques). Ce total le place officiellement à la sixième place des joueurs polonais les plus capés, ou à la troisième si on prend en compte les rencontres non reconnues par la FIFA.
Ayant joué jusqu'à ses trente-deux ans au Legia Varsovie, il porte à chaque fois le maillot national en étant sous contrat dans le club de la capitale, du 24 avril 1968 à 21 juin 1978.
Véritable leader de son équipe, il la mène vers les sommets du football mondial, et prend même en 1973 le brassard de capitaine à la suite de la grave blessure de Włodzimierz Lubański et sous les ordres de Kazimierz Górski. Avec le maillot frappé du Białe Orły, il gagne avec sa sélection la médaille d'or du tournoi de football des Jeux olympiques de 1972 à Munich et termine troisième de la Coupe du monde de football de 1974.

## Filmographie
- 1981 : À nous la victoire